# Класизм

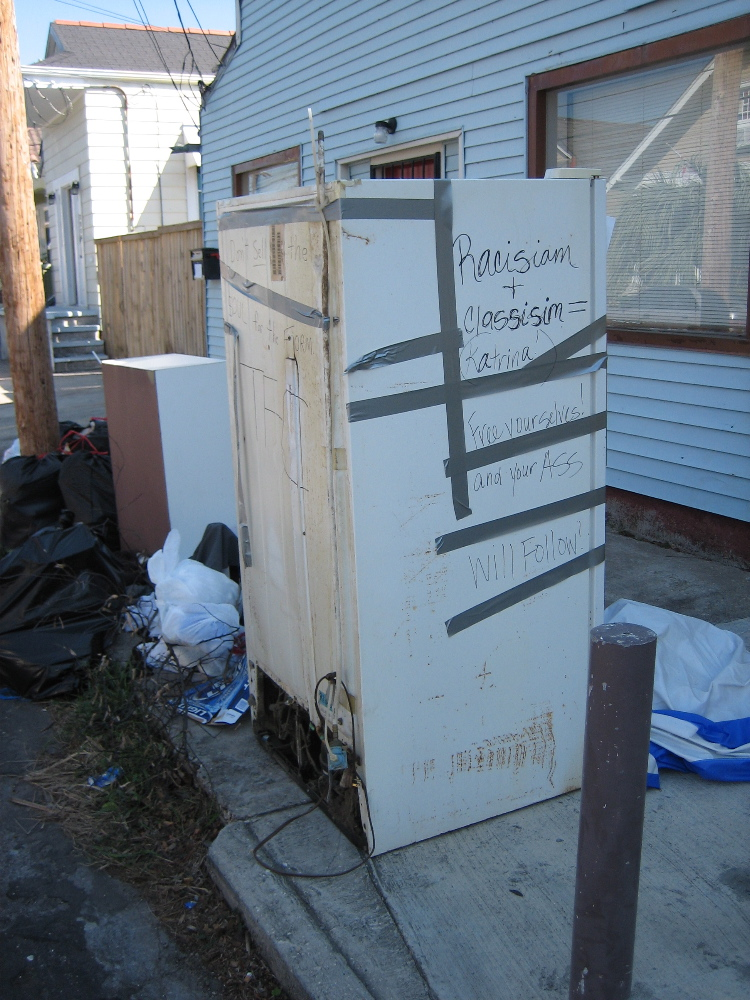
„Racis[ia]m + Classis[i]m = Katrina“ – графіті після урагану Катріна, Новий Орлеан, 2005

Класизм або класова дискримінація означає систематичну дискримінацію і пригноблення однієї групи іншою на основі економічних, а також похідних від них культурних та соціальних відмінностей. Ці відмінності в свою чергу згідно поняття класизму базуються на різних позиціях в системі виробництва і розподілу благ. Класизм включає в себе окремі відносини і типи поведінки, системи політики і практики, які налаштовані на користь "вищих" класів за рахунок "нижчих" класів. Однак він може також включати ставлення та поведінку із забобонами чи дискримінацією з боку членів "нижнього" класу по відношенню до членів "вищого" класу.
Отже, використання цього поняття припускає існування соціальних класів, які виникають з економічних відмінностей, і, в цілому, класового суспільства. Термін "класизм" (classism) походить з англійської від паралельного утворення до "расизм" (rassism). При цьому класизм може бути основою чи частиною соціального руху, соціально-політичних програм чи світських, культурних, політичних ідеологій.

## Походження поняття
Класизм є українським перекладом англійського поняття classism, яке було утворене в США, аби наголосити на розумінні того, що дискримінація відбувається не лише на ґрунті расово обмуволеного расизму, на базі статі (сексизм), віку (ейджизм) чи інших групуючих зразків, але також і на основі приналежності до певного соціального класу.
Це поняття в українському мовному вжитку рідко використовується і часто плутається зі класицизмом (стиль епохи). Проти класизму в політиці, суспільстві і культурі спрямований антикласизм. За аналогією з антирасизмом, який розглядає раси як соціальні конструкти, антикласизм виходить з того, що класи можуть бути усунені як існуючі соціальні відносини між великими групами, котрі займають різні позиції в просторі виробництва та розподілу соціально значущих ресурсів.

## Теорія
Теоретики класизму розрізняють дискримінації щодо робіткиків (working class) і щодо бідних людей (poverty class).
Теоретик класизму Чак Берон розрізняє три рівні класизму:
Макро-рівеньІнституційний тиск одного класу на інший, насамперед, через певні політико-економічні системи. В цій області проявляється поводження класифіковане як експлуатація, приміром, щодо осіб та груп, яке відчувається ними як надто недостатня оплата за роботу. Це означає, що капіталізм є особливо класистським, а антикласизм на цьому рівні неминуче антикапіталістичним.
Мезо-рівеньПригноблення одним класом на груповому рівні тих, хто відноситься до "нижчого" класу, через конструювання негативних упереджень щодо них, в тому числі за допомогою мас-медіа. Тому на цьому рівні антикласизм охоплює вимогу іншої медіа-культури.
Мікро-рівеньПригноблення на персональному рівні через індивідуальні погляди, ідентичності та взаємодії. В США з останніх років за аналогією до антирасистських тренінгів проводяться антикласистські тренінги для того, щоб подолати індивідуальні класистські позиції.
Теоретики класизму у протилежність до, приміром, маоїстських марксистів не обов'язково виходять з того, що протистояння між класами є так званим "головним протиріччям", дискримінації ж на основі статі чи етнічності є тільки "похідними протиріччями". Насамперед, вони ведуть мову про те, що дискусія щодо класової дискримінації, яка припускається ними, опиняється далі на задньому плані по відношенню до домінуючих сьогодні дискусій щодо сексизму і расизму. Також тут робиться наголос на перетині різних форм пригноблення, як от сформульована ними теорія потрійного гніту.
Теоретики класизму виходять з того, що класова приналежність соціально успадковується. Згідно них існують (особливо в освітній сфері) класистські механізми селекції, що часто ведуть людей до того, щоб вони залишалися в тому класі, в якому вони народилися.
Теорія класизму заледве досягла до континентальної Європи, а особливо України. В європейському дискурсі у зв'язку із соціальним успадкуванням класів більшу роль відіграють поняття видів капіталу, габітусу та символічної влади, які створив П'єр Бурдьйо. В США ж вони, напроти, менш вживані.

## Класистське слововживання
Заднім числом як класистські інтерпретуються такі традиційно знецінюючі терміни як, приміром, лакей, чернь, наволоч, плебс, волоцюга, пролетар, соціальний шкідник, а також такі як гендляр чи бонза. До нових форм класистського слововжитку можна віднести, наприклад, королеву добробуту (welfare queen) чи біле сміття (white trash).

## Класизм і неолібералізм
В сучасному соціальному дискурсі існує думка про пожвавлення вжитку класицистської термінології. Це пов’язується з наростанням нової хвилі неоліберальних економіних політик в багатьох країнах світу. Класизм, таким чином, слугує ідеологічним виправданням для їхніх мір жорсткої економії та інших непопулярних антисоціальних заходів, а також наростаючої соціальної нерівності.
Зокрема, критиками неолібералізму звертається увага на все більше наголошення з боку економічних та політичних еліт на "лінь" та "неробство" широких трудових мас, часто всупереч реальним соціально-економічним показникам (приміром, середній кількості годин зайнятості на рік). Крім того, акцентується, що такі номінації доповнюються перенесенням поняття "робота" та всіх його похідних (безробіття, пенсія, соціальні гарантії) з площини структурних економічних питань в площину моралі та особистого вибору. Це неодмінно тягне за собою позбавлення державою відповідальності за піклування над бідними прошарками населення з переведенням її на них самих, мотивуючи це особистою "непрацездатністю" чи "неефективністю", а також необхідністю громадського суспільства організувати належний самостійний волонтерський нагляд за ними (наприклад, концепція "великого суспільства" британських консерваторів) .
Взамін неоліберальною політикою, як наголошують в своєму аналізі її критики, всіляко артикулюється ідея креативності та креативного класу як синоніма успішності в нових умовах. І як продовжують її критики: «Насправді ця концепція виправдовує соціальну нерівність. Вона стверджує, що креативний клас — це переможна третина суспільства, а ті дві третини, що лишаються у програші, мають учитися жити як переможці. Це ніщо інше як пропозиція робочому класові чи касті працівників обслуговування витягнути себе з болота за волосся. Це, знову ж таки, легітимація нерівності».

## Критика класизму
Існують розбіжності уявлень про те, якою мірою сучасні індустріалізовані суспільства економічно розділені на помітні класи. Також часто виникає незгода щодо розуміння того як можна охарактеризувати класистське відношення. Наприклад, чи є воно негативним ставленням зумовленим упередженнями проти представників певних класів, чи раціональною реакцією на дії людини, чи зводиться до расової, сексуальної, етнічної або іншої ідентичності.
Критики зазначають, що звинувачення когось в класизмі щодо "нижчих" класів є необґрунтованим, оскільки імпліцитно виражає в собі класову заздрість по відношенню до "успішніших". І хоч прихильники класизму в цьому контексті надають особливого значення його ототожненню із системою експлуатації "вищими класами", а також під'єднують до цього класову боротьбу, тим не менше, будь-які конкретні звинувачування в класизмі, все одно, виявляються утрудненими, позаяк не існує чітких критеріїв як, наприклад, у расизмі, за якими можна було би достеменно визначити природу умовно класистських суджень.